# Tête Aberdeen
La Tête Aberdeen est une tête masculine représentant peut-être Héraclès jeune, traditionnellement considérée comme un original du sculpteur grec Praxitèle. Elle est conservée au British Museum sous le numéro d'inventaire 1600 (GR 1862.8-17.1).

## Description
Son origine exacte est inconnue ; elle a probablement été trouvée en Grèce. Au XIXe siècle, elle fait partie des collections du quatrième comte d'Aberdeen (1784–1860), dont elle a gardé le nom, avant d'être acquise en 1862 par le British Museum.
Sculptée dans du marbre de Paros, la tête, haute de 29 centimètres, représente un jeune homme imberbe arborant un léger sourire. Des trous de fixation pour une couronne en bronze, aujourd'hui disparue, sont visibles dans la chevelure. La chevelure est composée de boucles en virgule, traditionnelles de l'époque classique, mais irrégulières et désordonnées. Le front, large et gonflé, est barré d'un sillon continu qui fait ressortir le gonflement des muscles frontaux, procédé typique de Scopas. Les yeux sont petits et enfoncés sous le bourrelet des sourcils, l'arcade elle-même étant marquée par une simple arête. Les oreilles sont légèrement tuméfiées. Le bas du visage est relativement étroit. La bouche est petite, avec des commissures légèrement relevées.

## Identification
L'identification n'est pas assurée. En raison de sa ressemblance frappante avec la tête de l'Hermès portant Dionysos enfant, on a voulu y voir un Hermès. La présence originelle d'une couronne a également fait penser à un Héraclès couronné de feuilles de peuplier blanc : la tête est le plus souvent présentée comme une « tête d'Héraclès jeune ». Le British Museum la mentionne plus prudemment comme une « tête de jeune dieu ». Les oreilles tuméfiées ont également fait penser à un jeune athlète. Enfin, on a proposé d'y voir un portrait de diadoque, peut-être Lysimaque.